# (73895) 1997 EE35
(73895) 1997 EE35 – planetoida z pasa głównego asteroid okrążająca Słońce w ciągu 3,55 lat w średniej odległości 2,33 j.a. Odkryta 4 marca 1997 roku.